# Forlimpopoli-Bertinoro
Forlimpopoli-Bertinoro (wł. Stazione di Forlimpopoli-Bertinoro) – przystanek osobowy w Forlimpopoli, w prowincji Forlì-Cesena, w regionie Emilia-Romania, we Włoszech. Znajduje się na linii Bolonia – Ankona. Przystanek obsługuje również pobliską gminę Bertinoro.
Według klasyfikacji Rete Ferroviaria Italiana ma kategorią brązową.

## Linie kolejowe
- Linia Bolonia – Ankona